# Демократична лейбористська партія Барбадосу
Демократична лейбористська партія Барбадосу (ДЛПБ) — політична партія в Барбадосі. Голова партії Фріндел Стюарт.

## Історія
Партію було засновано 1955 року. Серед її засновників були перший прем'єр міністр незалежного Барбадосу Еррол Берроу, Джеймс Кемерон Тюдор, Фредерік Сміт і ще 26 чоловік. Після заснування Лейбористської партії (ЛПБ), ці 26 чоловік перейшли на лівіші позиції. Тим не менше, ці політичні сили є дуже близькими за ідеологією. На загальних виборах 1956 року ДЛПБ здобула 19,9 % відсотків голосів виборців, що склало 4 місця у парламенті. Під час наступних виборів 1961 року партія отримала менше голосів, ніж ЛПБ, але здобула більшість місць у парламенті, після чого Берроу сформував уряд.
Партія залишилась при владі після виборів 1966 року (цього разу з більшістю голосів), в результаті чого Берроу став першим прем'єр-міністром вже незалежного Барбадосу. ДЛПБ втретє поспіль здобула перемогу на виборах 1971 року, проте вже під час наступних парламентських перегонів партія втратила владу (1976). Демократичні лейбористи перебували в опозиції до перемоги на виборах 1986 року, на яких вибороли 24 з 27 місць. Вони залишились при владі й після загальних виборів 1991 року, проте програли боротьбу лейбористам 1994 року. Повернення до влади відбулось 2008 року.